# 人気芸人100人大集合お笑い国盗りクイズ!!芸能界誰についてく?仁義なき派閥抗争特大スペシャル!
人気芸人100人大集合お笑い国盗りクイズ!!芸能界誰についてく?仁義なき派閥抗争特大スペシャル!（にんきげいにん100にんだいしゅうごうおわらいくにとりクイズ!!げいのうかいだれについてく?じんぎなきはばつこうそうとくだいスペシャル!）は、TBSで放送されたクイズ特番。過去に2回放送された。

## 放送日
1. 2006年1月3日
2. 2006年4月28日

## 出演者

### 司会
- 今田耕司

### 進行
- 川田亜子（TBSアナウンサー）
- 小林麻耶（TBSアナウンサー）

## ルール

### 基本ルール
- 第1回は6人の、第2回は5人のお笑い芸人が軍の大将となり、兵隊役の芸人を率いて、クイズ対決で相手の軍を潰し合う（なお第2回では、各大将に参謀役が1人ずつ付いていた）
- 兵隊役の芸人（第1回は100人、第2回は108人）は、最初に各々自分が配下になりたい大将の後ろへ移動。各大将、自分の後ろに付いた兵隊が、開始時の自軍の兵隊となる。

### クイズバトル
- まず、出題するクイズのジャンルを発表。自信のある軍の大将はボタンを押して、挑戦したい意志を示す。最初に押した軍は、対戦相手の軍を1つ指名して戦う。
- クイズに挑戦する両軍は、それぞれ自分の軍から好きなだけ、クイズに挑戦する兵隊を出す（第1回は、今田が抽選で決定した人数だけ強制的に出兵し、足りない場合は全員出兵）。
- 問題は、先程発表したジャンルの雑学から出題。まず、両軍の大将のみに問題を発表。自軍の兵隊が正解すると思えば、早押しで解答権を得る。
- 解答権を得た軍は、兵隊が1人1回ずつ解答。1人でも正解すれば1ポイント。兵隊が全員間違えたら、相手軍に1ポイント。
- 2ポイント先取で勝利。勝利した軍は、相手軍から好きなだけ（第1回は、出兵された半数まで）兵隊を吸収する事が出来る。兵隊を全員吸収する必要は無く、勝利軍に吸収してもらえなかった兵隊は、敗者ルームへ追放（失格）。
- （第2回では）途中で兵隊がいなくなった軍の大将も追放者ルーム行き、その軍は滅亡となる（第1回については後述）。

### 吸収合併バトル
- 収録時間がある程度経過した時点で実施される。
- 抽選で2軍を選出、その2軍による総力戦。
- ○×問題を出題。○か×の札を挙げて解答する。正解者はクイズから抜ける。
- まずは両軍とも兵隊が挑戦。兵隊が全員抜けた軍は大将が出陣。大将も正解すれば勝利。
- 負けた軍は、大将は追放者ルーム行き、兵隊は勝利軍に全員吸収されるという形で軍が滅亡する。

### ファイナルバトル
- 残った軍が2軍だけになった時点で行う決勝戦。
- 二択問題を出題。AかBの札を挙げて解答する。不正解者はクイズから抜ける。
- まずは両軍とも兵隊が挑戦。兵隊が全員抜けた軍は大将が出陣。大将も不正解だった時点で、相手軍の優勝決定。

### 第1回・第2回のみにあったクイズ

#### 大将戦（第1回）
- 前半戦において、兵隊を全員失ってしまった大将は、相手軍を1軍指名。
- 指名された軍の大将は、自軍の兵隊の中から5人を刺客として選出する。刺客5名は大将と、1対5の早押しクイズで戦う。
  - 2ポイント（2問先取）。不正解の場合は、相手に1ポイント。
- 大将が勝てば、選んだ5名を吸収して引き続きクイズに参加する。負けた場合は、逆に大将が指名した軍に吸収されて、軍も滅亡する。

#### 料理争奪バトル（正式名称不明）（第1回）
- 各軍の大将がマッチ棒を使ったパズル問題に挑戦する。
- 正解した軍は全員、別室で豪華料理を食べることができる。
- 制限時間が終わるか、用意していた分量が無くなった時点で終了。本編に直接関係は無いが、大将の信頼感がかかっている。

#### 下克上チャンス（第1回）
- 他軍に吸収された元大将に参加する権利がある（参加しなくても良い）。
- 自分の軍の大将と1対1で戦う。
- 問題は正解が2つある三択問題。現在の大将→元大将の順番に解答、先に間違えた方の負け（両者正解した場合は、別の問題で仕切り直し）。
- 勝った側がその軍の大将となり、負けた側が追放される。

#### 追放者復活バトル（第1回）
- 追放者ルームにいる追放者のみが挑戦
- 中国語で書かれた9個の映画のタイトルから、その映画の邦題を答える。
- 分かった者は挙手をして、一番早く挙げた者が好きな問題を選んで解答する。
- 正解すれば、現存する軍の中から好きな軍を選び、その軍の兵隊になるという形でクイズに復帰。誤答した場合は再び追放者ルームへ戻る。

#### 追放芸人一揆チャンス（第2回）
- 追放者ルームへ追放された追放者達で、即席で軍を形成。そして大将を話し合いで1人決める。
- 大将は、現存する軍の大将の中から1人を選び、1対1で戦う。
- 問題は正解が2つある三択問題。現在の大将→追放者側の大将の順番に解答、先に間違えた方の負け（両者正解した場合は、別の問題で仕切り直し）。
- 勝利軍は、大将共々クイズに復帰。負けた軍は、大将共々全員追放者ルーム行きとなる。

## スタッフ
- ナレーション : 服部潤
- プロデューサー : 志岐誠
- 技術協力 : 八峯テレビ、FLT
- 制作 : NAVI
- 製作 : TBS